# Davis-Cup-Nationenrangliste
In der Davis-Cup-Nationenrangliste (englisch Davis Cup Nations Ranking) werden von der International Tennis Federation (ITF) seit 2002 die Tennis-Nationalmannschaften der Herren in einer offiziellen Rangliste geführt. Grundlage für die Wertung sind offizielle Begegnungen der Nationalmannschaften im Davis Cup der Herren.
Die Liste wurde eingeführt um eine Vergleichswertung zwischen den Nationen herzustellen. Die Nationenrangliste wird nach jeder Davis-Cup-Runde aktualisiert und enthält alle am Davis Cup teilnehmenden Nationen.
Genutzt wird sie vor allem für die Setzung in allen Gruppen des Wettbewerbs, wobei die Setznummer eins der letztjährige Gewinner und die Setznummer zwei der letztjährige Finalist sind, unabhängig welche Punktzahl diese in der Nationenrangliste aufweisen.

## Punktewertung
Die Davis-Cup-Nationenrangliste bewertet die Erfolge der am Davis Cup teilnehmenden Nationen über einen Vier-Jahres-Zeitraum. Alle Ergebnisse innerhalb der letzten vier Jahre werden berücksichtigt, so dass nach jeder Runde im Davis Cup die ältesten Ergebnisse nicht mehr in die Wertung eingehen. Jüngere Turniererfolge werden in der Bewertung stärker gewichtet als ältere Erfolge. So werden Siege, die in den letzten 12 Monaten erreicht wurden, zu 100 % gewichtet, Ergebnisse, die länger als 12 Monate, aber innerhalb der letzten beiden Jahre erzielt wurden, mit 75 %, Ergebnisse im dritten Jahr mit 50 % und im vierten Jahr mit 25 % gewichtet. Dabei würden aus 100 erreichten Punkten nach und nach 75, dann 50 und zuletzt 25 Punkte, bevor sie nach vier Jahren keine Berücksichtigung mehr finden.
Es gibt sowohl Punkte für den Sieg einer entsprechenden Runde als auch Bonuspunkte für einen Sieg gegen höher eingestufte Mannschaften. Des Weiteren gibt es in der Weltgruppe, sowie den Gruppen 1 und 2 einen Auswärtssieg-Bonus: gewinnt ein Team auswärts, erhält es einen Bonus in der Höhe von 25 % aller in dieser Runde erzielten Punkte (d. h., der Punkte für den Sieg und der Bonuspunkte beim Besiegen eines höher eingestuften Teams). Wenn ein Team durch ein walkover sieglos weiterkommt, erhält es nur die Punkte für die erreichte Runde aber keine Bonuspunkte. Für Trostrunden werden keine Punkte vergeben.

### Rundenpunkte
| Runde         | Punkte | Ermäßigte Punkte | Ermäßigte Punkte | Ermäßigte Punkte |
| ------------- | ------ | ---------------- | ---------------- | ---------------- |
|               |        | 075 %            | 050 %            | 025 %            |
| Weltgruppe    |        |                  |                  |                  |
| Finale        | 8000   | 6000             | 4000             | 2000             |
| Halbfinale    | 6000   | 4500             | 3000             | 1500             |
| Viertelfinale | 4000   | 3000             | 2000             | 1000             |
| 1. Runde      | 2000   | 1500             | 1000             | 0500             |
| Play-Off      | 1000   | 0750             | 0500             | 0250             |
| Gruppe 1      |        |                  |                  |                  |
| 2. Runde      | 0600   | 0450             | 0300             | 0150             |
| 1. Runde      | 0400   | 0300             | 0200             | 0100             |
| Play-Off      | 0320   | 0240             | 0160             | 050              |
| Gruppe 2      |        |                  |                  |                  |
| 3. Runde      | 0200   | 0150             | 0100             | 050              |
| 2. Runde      | 0120   | 090              | 060              | 030              |
| 1. Runde      | 080    | 060              | 040              | 020              |
| Play-Off      | 040    | 030              | 020              | 010              |
| Gruppe 3      |        |                  |                  |                  |
| Round Robin   | 05     | 03.75            | 02.5             | 01.25            |
| Gruppe 4      |        |                  |                  |                  |
| Round Robin   | 02     | 01.5             | 01               | 00.5             |

### Bonuspunkte
| Position in der Nationenrangliste | Erreichbare Bonuspunkte |
| --------------------------------- | ----------------------- |
| 1–2                               | 100                     |
| 3–4                               | 090                     |
| 5–8                               | 075                     |
| 9–16                              | 050                     |
| 17–32                             | 040                     |
| 33–64                             | 025                     |

## Rangliste
Dies ist ein Ausschnitt aus der Gesamtrangliste. Die gesamte Rangliste beinhaltet derzeit 132 Nationen.
Stand: 4. Februar 2019
| Rang | Nationalmannschaft     | Punkte   | Runden |
| ---- | ---------------------- | -------- | ------ |
| 01.  | Frankreich             | 3.263,75 | 13     |
| 02.  | Kroatien               | 3.025,75 | 12     |
| 03.  | Argentinien            | 1.568,50 | 11     |
| 04.  | Belgien                | 1.521,63 | 13     |
| 05.  | Vereinigtes Königreich | 1.191,63 | 10     |
| 06.  | Vereinigte Staaten     | 0984,95  | 09     |
| 07.  | Spanien                | 0914,94  | 09     |
| 08.  | Serbien                | 0727,50  | 10     |
| 09.  | Australien             | 0677,26  | 11     |
| 10.  | Italien                | 0610,13  | 09     |
| 11.  | Deutschland            | 0440,38  | 09     |
| …    |                        |          |        |
| 16.  | Österreich             | 293,00   | 10     |
| …    |                        |          |        |
| 24.  | Schweiz                | 162,50   | 09     |
| …    |                        |          |        |
| 65.  | Luxemburg              | 0010,00  | 10     |
| …    |                        |          |        |
| 91.  | Liechtenstein          | 002,38   | 15     |